# Consell Social de la Llengua Catalana
Consell Social de la Llengua Catalana és com s'anomenen els òrgans que tenen per funció assessorar la Generalitat de Catalunya -fundat el 1991- i el Govern de les Illes Balears -fundat el 2002- en matèria de política lingüística.
Els consells solen estar integrats per personalitats rellevants, d'àmbits diversos, com el món cultural, el món acadèmic i les universitats, el món de l'ensenyament, etc. Tenen atribuïdes funcions com ara:
- Avaluar els objectius i els resultats de la política lingüística aplicada pels governs autonòmics.
- Estudiar i analitzar les qüestions relacionades amb el foment, la protecció i la promoció de la llengua catalana en tots els àmbits de la societat.
- Dictaminar sobre els projectes d'instruments de planificació lingüística general.
- Proposar l'elaboració d'estudis i l'adopció de mesures adequades per a dur a terme la política lingüística.

El Consell Social de la Llengua Catalana de la Generalitat de Catalunya està regulat per un decret del 14 de juny del 2005.